# Greenland (filme)
Greenland (em Portugal: Greenland - O Último Refúgio;no Brasil: Destruição Final: O Último Refúgio)  é um filme americano de thriller apocalíptico e de desastre de 2020. Dirigido por Ric Roman Waugh e escrito por Chris Sparling, o longa é estrelado por Gerard Butler (que também o produziu), Morena Baccarin, Roger Dale Floyd, Scott Glenn, David Denman e Hope Davis. O enredo acompanha uma família que precisa lutar pela sobrevivência enquanto um cometa, capaz de destruir planetas, corre em direção à Terra. 
Originalmente programado para ser lançado nos cinemas dos Estados Unidos, Greenland foi adiado diversas vezes devido à pandemia de COVID-19. O filme foi lançado nos Estados Unidos pela STXfilms, via vídeo sob demanda, em 18 de dezembro de 2020, e depois para streaming na HBO Max e no Amazon Prime Video. Em outros territórios, foi lançado nos cinemas, começando pela Bélgica em 29 de julho de 2020. No Brasil, o filme foi lançado nos cinemas pela Diamond Films em 19 de novembro de 2020, e disponibilizado antecipadamente nas plataformas de streaming Prime Video e NOW em 29 de janeiro de 2021. O filme recebeu críticas geralmente positivas e arrecadou US$ 52,3 milhões globalmente, com um orçamento de produção de US$ 35 milhões. Uma sequência, "Greenland: Migration (en)", tem lançamento previsto para dezembro de 2025.

## Enredo
John Garrity é um engenheiro estrutural que vive em Atlanta, Geórgia, com sua ex-esposa, Allison, e seu filho diabético, Nathan. Ele volta para casa para ver a passagem quase terrestre de um cometa interestelar recentemente descoberto chamado Clarke, com sua família e vizinhos.
Chegando a um supermercado, John recebe um estranho telefonema automatizado, informando que ele e sua família foram pré-selecionados para abrigo de emergência. Preocupado, ele volta para casa assim como um fragmento de cometa entra na atmosfera na televisão ao vivo. Anteriormente previsto para pousar perto das Bermudas, o fragmento atinge Tampa, Flórida, destruindo a cidade e grande parte da Flórida. John mais uma vez recebe uma chamada automática com instruções para estar na Base Aérea Warner Robins para fazer um voo de evacuação. Os Garritys então aprendem com seu vizinho Ed, que Clarke é na verdade um gigantesco grupo de objetos que devem bombardear a Terra nos próximos dois dias, com o maior fragmento esperado para causar um evento de nível de extinção em massa. A família faz as malas e vai embora, relutantemente deixando a amiga de Nathan, Ellie, quando sua mãe implora desesperadamente para levá-la, já que Ellie não teria permissão para embarcar no avião.
Na Base áerea Robins, a família é permitida com o código QR no telefone de John e suas pulseiras. Quando forçados a consolidar seus pertences em um saco, eles descobrem que Nathan acidentalmente deixou sua insulina no carro. John volta para pegá-lo, enquanto Allison e Nathan são informados que a família não pode ser evacuada devido à doença de Nathan, e são posteriormente escoltados para fora da base. Percebendo o que aconteceu com eles ao embarcar em um avião, John deixa a base enquanto uma multidão em pânico invade, causando um tiroteio que inadvertidamente acende combustível de jato, destruindo os aviões de evacuação e matando seus ocupantes e encalhando os sobreviventes.
Ao voltar para o carro, ele encontra um bilhete deixado por Allison que ela e Nathan estão indo para a casa de seu pai em Lexington, Kentucky. Allison e Nathan recebem suprimentos médicos de uma loja saqueada e são pegos pelo casal Ralph e Judy Vento, que também estão indo para lá. Na manhã seguinte, Ralph sequestra Nathan, para o horror de Judy. depois que Allison conta o que aconteceu na base. John consegue pegar uma carona em um caminhão com outros sobreviventes, onde ele descobre através de um jovem chamado Colin que os aviões estão voando para Groenlândia. Outro sobrevivente percebe a pulseira de John e tenta lutar com ele por isso, fazendo com que o caminhão caia. Colin é morto e o homem hostil é morto por John com um martelo. Enquanto isso, Ralph e uma Judy relutante tentam passar sem sucesso como os pais de Nathan em um acampamento da FEMA e são presos. Allison e Nathan se reúnem pouco depois.
No dia seguinte, John assiste a destruição mundial e uma contagem regressiva para o impacto final na TV. Ele rouba um carro e finalmente chega à casa de seu sogro, Dale, e se reúne com Nathan e Allison pouco depois. A família inicialmente decide aceitar seus destinos, mas ao saber sobre cinco bunkers subterrâneos perto da Base aérea de Thule, na Groenlândia, onde aqueles que estão sendo evacuados estão sendo levados, John percebe que eles podem ter tempo suficiente para fazer um voo de última hora no Canadá para alcançá-los. A família então vai embora, dizendo adeus a Dale antes de continuar em seu caminhão.
Horas depois, eles chegam ao norte de Nova York e ficam presos em um engarrafamento quando destroços derretidos começam a chover, destruindo carros, pessoas e um helicóptero. John consegue levá-los a um viaduto para refúgio e eles continuam para o Canadá, aprendendo que o maior fragmento de Clarke, que tem nove milhas de largura, causará impacto em algum lugar da Europa Ocidental. Eles chegam a um pequeno aeroporto e convencem o piloto de um avião pequeno a levá-los.
Na manhã seguinte, o avião se aproxima da Groenlândia. No entanto, outro fragmento atinge a costa e a subsequente onda de choque faz com que o avião caia em um vale, matando os pilotos. Com apenas minutos antes do impacto, John, sua família e os sobreviventes são pegos por um caminhão militar que os leva a Thule, e eles conseguem entrar em um dos bunkers logo quando o maior fragmento de Clarke entra na atmosfera. Nove meses depois, a base da Groenlândia tenta fazer contato por rádio com outros potenciais sobreviventes, já que várias cidades são mostradas em ruínas, incluindo Sydney, Buenos Aires, Cidade do México, Paris e Chicago. Os Garritys e outros ocupantes do abrigo saem do bunker para ver uma paisagem radicalmente alterada, e a Groenlândia finalmente faz contato com outras estações ao redor do mundo, que cada uma está aliviada por ouvir uns aos outros e relatar que a atmosfera está finalmente limpando, potencialmente dando à humanidade a chance de reconstruir a civilização.

## Elenco
- Gerard Butler como John Garrity
- Morena Baccarin como Allison Garrity
- Roger Dale Floyd como Nathan Garrity
- Scott Glenn como Dale, pai de Allison
- David Denman como Ralph Vento
- Hope Davis como Judy Vento
- Andrew Bachelor como Colin
- Merrin Dungey como Major Breen
- Gary Weeks como Ed Pruitt
- Tracey Bonner como Peggy Pruitt
- Claire Bronson como Debra Jones
- Madison Johnson como Ellie Jones
- Holt McCallany como Piloto

## Produção
Em maio de 2018, Chris Evans se juntou ao elenco do filme, com Neill Blomkamp dirigindo a partir de um roteiro de Chris Sparling. Em fevereiro de 2019, foi anunciado que Blomkamp não dirigiria mais o filme. No mesmo mês, Ric Roman Waugh juntou-se ao projeto como diretor, com Gerard Butler sendo adicionado ao elenco do filme, substituindo Blomkamp e Evans, respectivamente, com Butler produzindo sob sua bandeira G-Base. Em junho de 2019, Morena Baccarin se juntou ao elenco do filme. Em julho de 2019, Scott Glenn, Andrew Bachelor e Roger Dale Floyd também se juntaram, assim como David Denman, em agosto.
A fotografia principal começou em junho de 2019 e terminou em 16 de agosto do mesmo ano em Atlanta.
David Buckley, que anteriormente trabalhou com Waugh em Angel Has Fallen, compôs a trilha sonora do filme.

## Lançamento
Em março de 2019, a STX Entertainment adquiriu os direitos de distribuição do filme. Estava originalmente programado para ser lançado nos cinemas em 12 de junho de 2020, mas foi adiado para 30 de julho de 2020 e depois 14 de agosto de 2020, devido à pandemia de COVID-19. Seulançamento nacional foi novamente adiado em 24 de julho, passando para 25 de setembro de 2020. A programação de lançamento do filme inclui Bélgica (29 de julho), França (5 de agosto) e Escandinávia (12 de agosto). Em 14 de setembro, foi anunciado que o lançamento do filme nos Estados Unidos foi adiado novamente, desta vez para algum momento mais tarde em 2020.
Em 30 de setembro, o estúdio anunciou que o filme estaria pulando os cinemas e estará disponível para compra via vídeo sob demanda em 13 de outubro, antes de ser disponibilizado para alugar em 27 de outubro. No dia seguinte, o estúdio anunciou que o filme teve seus direitos de TV paga e streaming vendidos para a HBO por US$ 20 a 30 milhões, que o lançará no início de 2021 e terá sua transmissão na HBO Max e Amazon Prime para os lançamentos do Reino Unido, Canadá e Austrália. Mais tarde foi relatado que a data de lançamento do VOD havia sido adiada para 18 de dezembro.

## Recepção

### Bilheteria e VOD
Greenland foi lançado pela primeira vez na Bélgica, ganhando US$ 73.112 de 55 cinemas em seu fim de semana de estreia. Em seu primeiro dia de lançamento na França, o filme fez US$ 255.000 com 31.000 ingressos vendidos, 61% à frente de outro filme de Butler, Olympus Has Fallen (2013), apesar de menos cinemas e restrições apertadas por causa do COVID-19. No total, estreou com US$ 1.09 milhão no país, com um total internacional de 10 dias de US$ 1.3 milhão. Em seu terceiro fim de semana de lançamento internacional, o filme terminou em primeiro lugar em nove países e fez um total de US$ 2.82 milhões. Em novembro, o filme estreou na China e no México, estreando com US$ 3.4 milhões e US$ 882 mil, respectivamente; o total global em execução foi de US$ 43.1 milhões.
Após o lançamento do VOD do filme nos Estados Unidos, foi o segundo mais alugado no FandangoNow, e o terceiro na Apple TV e Google Play.

### Resposta da crítica
No Rotten Tomatoes, o filme tem uma taxa de aprovação de 73% com base em 102 avaliações, com uma classificação média de 6,1/10. No Metacritic, tem uma pontuação média ponderada de 61 de 100 com base em críticas de 20 críticos, indicando "críticas geralmente favoráveis".

## Sequência
No dia 15 de junho de 2021, foi anunciada a sequência intitulada Greenland: Migration, com a volta de Ric Roman Waugh na direção, e Chris Sparling no roteiro. Também foi confirmado que Gerard Butler, e Morena Baccarin retomariam seus papéis no novo filme. Na trama, a família Garrity deixará o bunker na Groenlândia, onde anteriormente buscaram refúgio para sobreviver, partindo em uma arriscada jornada pelas áreas congeladas e devastadas da Europa em busca de uma nova morada. A produção de Greenland: Migration, estaria prevista para 2022.